# Танта
Танта (араб. طنطا‎ [ˈtˤɑntˤɑ], копт. ⲧⲁⲛⲧⲁⲑⲟ) — город в Египте, административный центр провинции Эль-Гарбийя в центральной части дельты Нила, считается столицей Дельты. Население города по данным переписи 2006 года составляет 421 076 жителей; по численности населения Танта занимает в Египте 10-е место. Доля неграмотного населения в административном районе — 37 %.

## География и климат
Находится в 94 км к северу от Каира и в 130 км к юго-востоку от Александрии, на высоте 10 м над уровнем моря.
Климат жаркий, но, благодаря большому числу искусственных и естественных каналов, влажный. Осадки редкие, в основном в декабре и январе. В начале весны случаются пыльные бури хамасин, хотя и не такие мощные, как в Каире.

## Экономика
Значительный сельскохозяйственный центр. Выращивание табака, бобовых, финиковой пальмы, цитрусовых. Центр хлопчато-волоконной промышленности. Текстильная, кожевенная и пищевая промышленность. Производство кондитерских изделий. Основной железнодорожный узел дельты.

## История
Рядом с городом расположена небольшая деревня Хорсет, известная ещё со времён Древнего Египта и названная в честь богов Хора и Сета.
Изначальное название города – Тандата (араб. طندتا‎), происходит из коптского.
В Танте проходят ежегодные празднества в честь Ахмада Аль-Бадави, почитаемого суфия, деятеля XIII столетия, который основал особый толк в исламе Бадавия и был похоронен в главной мечети города — ас-Сейид аль-Бадави. На празднества, которые продолжаются 8 дней, съезжается около 2 млн мусульман из всех частей Египта и других арабских стран.
Коллекции Тантского музея содержат экспонаты со времён фараонов до наших дней.

## Образование
Имеется университет (образован в 1963 году как филиал Александрийского университета, сначала действовал только медицинский факультет).

## Население
| Год  | Численность | Численность |
| ---- | ----------- | ----------- |
| 1970 | 253 600     | [ 4 ]       |
| 1976 | 283 240     |             |
| 1992 | 380 000     | [ 5 ]       |
| 2001 | 400 000     | [ 6 ]       |
| 2006 | 429 503     | [ 7 ]       |
| 2024 | 603 120     |             |

## Известные уроженцы и жители города
- Ахмад аль-Бадави (Фес — 1276, Танта) — основатель суфийского тариката, последователей которого называют по его имени бадавитами либо ахмадитами.
- Эль-Сайед Мохамед Носсейр (31 августа 1905, Танта — 28 ноября 1974, Каир) — египетский тяжелоатлет, олимпийский чемпион 1928 года.
- Дориа Шафик (14 декабря 1908 — 20 сентября 1975) — египетская активистка, поэтесса, основательница общественного движения за права женщин «Дочь Нила».
- Магда (6 мая 1931, Танта — 16 января 2020, Эль-Гиза) — ведущая египетская киноактриса 1950-х — 1970-х годов.
- Ахмед Халед Тауфик Фарраг (10 июня 1962 — 2 апреля 2018) — египетский врач и писатель.
- Мохамед Наср Эд-Дин Эльгебали (род. 13 ноября 1971 года) — египетский филолог-русист, переводчик, преподаватель, признанный медиатор между академическими сферами России и Египта.